# Das Mädchen mit dem roten Haar (Film)
Das Mädchen mit dem roten Haar, niederländischer Originaltitel Het meisje met het rode haar, ist ein niederländischer Kinofilm aus dem Jahre 1981. Er basiert auf dem gleichnamigen Roman des niederländischen Schriftstellers Theun de Vries aus dem Jahre 1956, der wiederum eine historische Begebenheit aus der Zeit der nationalsozialistischen Besetzung der Niederlande schildert. Die Uraufführung fand am 17. September 1981 in den Niederlanden statt, in Deutschland wurde der Film zum ersten Mal im Februar 1982 bei den Internationalen Filmfestspielen in Berlin gezeigt. Unter dem englischen Titel „The Girl with the Red Hair“ wurde der Film am 14. Januar 1983 in New York City aufgeführt.

## Handlung
Der Film schildert das Leben der niederländischen Studentin Hannie Schaft, die sich mit Mitte 20 dem niederländischen Widerstand anschließt, um gegen die deutschen Besatzer ihrer Heimat zu kämpfen. Wegen ihrer auffälligen roten Haare erhält sie den Spitznamen „Das Mädchen mit dem roten Haar“ (Het meisje met het rode haar). Nach mehreren mehr oder weniger erfolgreichen Anschlägen wird sie zunächst erfolglos von den deutschen Besatzern und niederländischen Kollaborateuren gesucht und geht ihnen wenige Wochen vor Kriegsende im März 1945 zufällig ins Netz. Der Film endet mit der Erschießung Hannie Schafts in den Kennemerduinen bei Bloemendaal am 17. April 1945.

## Abweichung zwischen Buch und Film
Im Gegensatz zur Buchvorlage, in der de Vries detailliert die politischen Beweggründe Schafts darlegt, die schließlich zum Eintritt in die kommunistische Widerstandsbewegung Raad van Verzet führten, verzichtete Verbong vollkommen auf diesen Aspekt.

## Aufnahmetechnik
„Das Mädchen mit dem roten Haar“ fand auch wegen der bemerkenswerten Kameraführung Theo van de Sandes Beachtung. Die Farbaufnahmen wurden mittels einer speziellen Technik so gefiltert, dass sie den Eindruck alter Filmaufnahmen machten. Bemerkenswert ist dabei u. a., dass der Betrachter in einigen Szenen den Eindruck gewinnt, dass die roten Haare der Protagonistin besonders stark leuchten.

## Kritik
Die Filmzeitschrift Cinema hält das Werk für ein „starkes Debüt mit beeindruckender Bildsprache“.

## Auszeichnungen
- Niederländisches Filmfestival: Preis der Filmkritik für den besten Film 1981

## DVD
Der Film ist auf DVD erhältlich.